# Eestimaa Rohelised
Die Erakond Eestimaa Rohelised (EER, deutsch „Estlands Grüne“) sind eine estnische Partei. Sie sind Mitglied der Europäischen Grünen Partei und der Global Greens. Nach ersten Erfolgen direkt nach der Gründung spielt die Partei heute eine untergeordnete Rolle und ist nicht im estnischen Parlament, dem Riigikogu, vertreten.

## Geschichte
Am 25. November 2006 hielt sie ihre Gründungsversammlung ab. Bei den estnischen Parlamentswahlen 2007 kam die Partei auf 7,1 Prozent der Stimmen und zog mit sechs Abgeordneten erstmals in den Riigikogu ein.
Bei der Parlamentswahl in Estland 2011 erreichte die Partei lediglich 3,8 % der Stimmen. Sie verfehlte damit die Fünf-Prozent-Hürde und war nach nur einer Legislaturperiode nicht mehr im Parlament vertreten. 2015 mussten die Grünen bei den Wahlen zum nationalen Parlament mit 0,9 % Stimmenanteil erneut deutliche Verluste hinnehmen. Auch bei der Parlamentswahl in Estland 2019 wurde der Wiedereinzug verfehlt. Die Partei konnte ihren Stimmanteil aber immerhin wieder auf 1,8 % verdoppeln.

## Positionen
Zu den Hauptpunkten des auf der Gründungsversammlung verabschiedeten Programms zählen der Umweltschutz, die Einführung erneuerbarer Technologien sowie direkte Demokratie. Daneben tritt die Partei für eine eher konservative Finanzpolitik mit einem ausgeglichenen Haushalt sowie möglichst geringer Staatsverschuldung ein.

## Logos

Altes Logo

## Wahlergebnisse
| Jahr | Stimmen | Anteil | Mandate | Platz |
| ---- | ------- | ------ | ------- | ----- |
| 2007 | 39.279  | 7,1 %  | 6/101   | 5.    |
| 2011 | 21.824  | 3,8 %  | 0/101   | 5.    |
| 2015 | 5.193   | 0,9 %  | 0/101   | 7.    |
| 2019 | 10.232  | 1,8 %  | 0/101   | 7.    |
| 2023 | 5.886   | 1,0 %  | 0/101   | 9.    |

| Jahr | Stimmen | Anteil | Mandate | Platz |
| ---- | ------- | ------ | ------- | ----- |
| 2009 | 10.851  | 2,7 %  | 0/6     | 6.    |
| 2014 | 986     | 0,3 %  | 0/6     | 10.   |
| 2019 | 5.824   | 1,8 %  | 0/6     | 8.    |
| 2024 | 2.248   | 0,6 %  | 0/6     | 9.    |